# 케임브리지 유나이티드 FC
케임브리지 유나이티드 FC(Cambridge United F.C.)는 잉글랜드의 축구 클럽으로, 케임브리지를 연고지로 한다.

## 선수 명단

### 현역
참고: FIFA 자격 규정에 따라 소속된 국가대표팀 국기를 표시합니다. 선수는 복수의 FIFA 비회원국 국적을 가지고 있을 수 있습니다.
| 번호 | 포지션 | 국적 | 이름 |
| ---- | ------ | ---- | ---- |

| 번호 | 포지션 | 국적 | 이름 |
| ---- | ------ | ---- | ---- |

## 역대 감독
| 감독      | 임기        |
| --------- | ----------- |
| 론 앳킨슨 | 1974 ~ 1978 |
| 숀 데리   | 2015 ~ 2018 |

틀:케임브리지 유나이티드 FC 감독